# فن فورمین
فن فورمین (انگلیسی: Phenformin) یک داروی ضد دیابت از دسته بیگوآنیدها است که در اواخر دهه ۱۹۷۰ میلادی به دلیل خطر بالای اسیدوز لاکتیک که در ۵۰٪ موارد کشنده بود، از بیشتر بازارها خارج شد.

## مکانیسم عمل
با کاهش جذب گلوکز توسط روده ها کار می کند، باعث کاهش تولید گلوکز در کبد می شود. به طور خاص، فن فورمین با بهبود حساسیت به انسولین، کنترل قند خون را بهبود می بخشد.

## عوارض جانبی
بی اشتهایی، تهوع، استفراغ، اسهال (معمولاً زودگذر)، اسیدوز لاکتیک (نیاز به قطع درمان) و کاهش جذب ویتامین B12